# Tuffi ai Giochi della XXX Olimpiade - Piattaforma 10 metri sincro maschile
Il concorso dei tuffi dalla piattaforma 10 metri sincro maschile dei Giochi olimpici di Londra 2012 si è disputato il 30 luglio a partire dalle ore 15:00. Vi hanno partecipato otto coppie di atleti provenienti da altrettante nazioni. La gara si è svolta in un unico turno di finale in cui ogni coppia ha eseguito una serie di sei tuffi.

## Risultati
| Pos.    | Nazione       | Atleti                                 | Tot.   | T1    | T2    | T3    | T4    | T5    | T6    | Ord. |
| ------- | ------------- | -------------------------------------- | ------ | ----- | ----- | ----- | ----- | ----- | ----- | ---- |
| Oro     | Cina          | Cao Yuan Zhang Yanquan                 | 486.78 | 56.40 | 55.80 | 89.28 | 93.06 | 92.88 | 99.36 | 2    |
| Argento | Messico       | Ivan García Navarro Germán Sánchez     | 468.90 | 51.60 | 50.40 | 87.69 | 95.94 | 92.07 | 91.20 | 5    |
| Bronzo  | Stati Uniti   | David Boudia Nicholas McCrory          | 463.47 | 54.60 | 54.00 | 82.56 | 92.13 | 85.14 | 95.04 | 4    |
| 4       | Gran Bretagna | Tom Daley Peter Waterfield             | 454.65 | 56.40 | 56.40 | 91.08 | 71.28 | 87.69 | 91.80 | 7    |
| 5       | Cuba          | Jeinkler Aguirre José Antonio Guerra   | 450.90 | 54.00 | 51.60 | 81.60 | 80.64 | 89.10 | 93.96 | 6    |
| 6       | Russia        | Il'ja Zacharov Viktor Minibaev         | 449.88 | 52.20 | 52.80 | 84.48 | 84.15 | 88.56 | 87.69 | 1    |
| 7       | Germania      | Patrick Hausding Sascha Klein          | 446.07 | 52.80 | 54.00 | 84.48 | 78.84 | 84.15 | 91.80 | 3    |
| 8       | Ucraina       | Oleksandr Horškovozov Oleksandr Bondar | 433.32 | 52.20 | 51.00 | 83.16 | 75.60 | 82.56 | 88.80 | 8    |